# Mistrovství světa v softballu mužů
Světový pohár mužů v softballu, do roku 2015 známé jako Mistrovství světa mužů ISF, je softbalový turnaj pro nejlepší národní týmy mužů na světě. Od roku 1966 do roku 2013 se konal každé čtyři roky, nejprve pod Mezinárodní softbalovou federací (ISF) a od roku 2017 je pořádá každý lichý rok Světová baseballová softbalová konfederace (WBSC), soutěží 16 nejlepších týmů na světě.

## Přehled světových šampionátů
| Poř. | Rok     | Místo                  | Zlatá medaile          | Stříbrná medaile | Bronzová medaile |
| ---- | ------- | ---------------------- | ---------------------- | ---------------- | ---------------- |
| 1.   | MS 1966 | Ciudad de México       | USA                    | Mexiko           | Nový Zéland      |
| 2.   | MS 1968 | Oklahoma City          | USA                    | Kanada           | Mexiko           |
| 3.   | MS 1972 | Marikina               | Kanada                 | USA              | Nový Zéland      |
| 4.   | MS 1976 | Lower Hutt             | Kanada USA Nový Zéland |                  |                  |
| 5.   | MS 1980 | Tacoma                 | USA                    | Kanada           | Bahamy           |
| 6.   | MS 1984 | Midland                | Nový Zéland            | Kanada           | USA              |
| 7.   | MS 1988 | Saskatoon              | USA                    | Nový Zéland      | Kanada           |
| 8.   | MS 1992 | Manila a Pasig         | Kanada                 | Nový Zéland      | USA              |
| 9.   | MS 1996 | Midland                | Nový Zéland            | Kanada           | Japonsko         |
| 10.  | MS 2000 | East London            | Nový Zéland            | Japonsko         | USA              |
| 11.  | MS 2004 | Christchurch           | Nový Zéland            | Kanada           | Austrálie        |
| 12.  | MS 2009 | Saskatoon              | Austrálie              | Nový Zéland      | Kanada           |
| 13.  | MS 2013 | Auckland               | Nový Zéland            | Venezuela        | Austrálie        |
| 14.  | MS 2015 | Saskatoon              | Kanada                 | Nový Zéland      | Venezuela        |
| 15.  | MS 2017 | Whitehorse             | Nový Zéland            | Austrálie        | Kanada           |
| 16.  | MS 2019 | Praha a Havlíčkův Brod | Argentina              | Japonsko         | Kanada           |
| 17.  | MS 2022 | Auckland               | Austrálie              | Kanada           | USA              |
| 18.  | MS 2025 | Prince Albert          |                        |                  |                  |

V roce 1976 poslední den pršelo. Zlatou medaili získaly Nový Zéland, USA a Kanada.
V roce 2021 byl turnaj původně plánován na únor 2021, ale byl odložen na 26.listopadu až 4.prosince 2022 z důvodu pandemie covid-19 .

## Historické pořadí podle medailí
|    | Země        | Zlatá medaile | Stříbrná medaile | Bronzová medaile | Celkem |
| 1. | Nový Zéland | 7             | 4                | 2                | 13     |
| 2. | USA         | 5             | 1                | 4                | 10     |
| 3. | Kanada      | 4             | 6                | 4                | 14     |
| 4. | Austrálie   | 2             | 1                | 2                | 5      |
| 5. | Argentina   | 1             | 0                | 0                | 1      |
| 6. | Japonsko    | 0             | 2                | 1                | 3      |
| 7. | Mexiko      | 0             | 1                | 1                | 2      |
|    | Venezuela   | 0             | 1                | 1                | 2      |
| 9. | Bahamy      | 0             | 0                | 1                | 1      |